# Kurt Thomas (cestista)
Kurt Vincent Thomas (Dallas, 4 ottobre 1972) è un ex cestista e allenatore di pallacanestro statunitense, professionista nella NBA.
Thomas è stato un giocatore conosciuto per il suo stile di gioco duro e per l'estenuante difesa. È stato scelto al draft del 1995 dai Miami Heat come 10ª scelta assoluta, dopo che aveva giocato nel college alla Texas Christian University.

## High school e college
Ha iniziato la sua carriera cestistica sui campi da gioco della Dallas Birdie Alexander Elementary, frequentando poi la D.A. Hulcy Middle School e successivamente la Dallas Carter High School, prima di trasferirsi alla Hillcrest High School.
È cresciuto a Dallas, e dopo essersi diplomato alla Hillcrest High School, ha frequentato la Texas Christian University, dove ha guidato la NCAA Division I in punti e rimbalzi nella stagione 1994-95, con una media di 28,9 punti e 14,6 rimbalzi per partita, diventando il terzo giocatore nella storia a realizzare questa impresa (gli altri due sono Hank Gathers e Xavier McDaniel).

## Carriera NBA

### Miami Heat (1995-1997)
Ha iniziato la sua carriera nell'NBA con i Miami Heat dal 1995 al 1997. Nella sua stagione da rookie, è partito titolare in 42 delle 74 partite giocate.
La stagione seguente, ha giocato 18 partite prima di subire una frattura da stress alla caviglia destra, che ha richiesto un intervento chirurgico. A seguito dell'operazione ha saltato tutta la stagione regolare. Durante la sua riabilitazione, Thomas, insieme a Predrag Danilović e Martin Müürsepp, è stato ceduto ai Dallas Mavericks per Jamal Mashburn.

## Statistiche

### College
| Anno      | Squadra          | PG | PT | MP   | TC%  | 3P%  | TL%  | RP   | AP  | PRP | SP  | PP   |
| --------- | ---------------- | -- | -- | ---- | ---- | ---- | ---- | ---- | --- | --- | --- | ---- |
| 1990-1991 | TCU Horned Frogs | 12 | -  | 3,5  | 44,4 | 0,0  | 50,0 | 1,1  | 0,2 | 0,1 | 0,2 | 1,9  |
| 1991-1992 | TCU Horned Frogs | 21 | -  | 16,5 | 48,7 | -    | 66,7 | 5,4  | 1,1 | 0,4 | 1,4 | 7,1  |
| 1993-1994 | TCU Horned Frogs | 27 | 27 | 29,8 | 50,9 | 26,1 | 64,5 | 9,7  | 1,9 | 1,0 | 2,6 | 20,7 |
| 1994-1995 | TCU Horned Frogs | 27 | 27 | 32,3 | 54,8 | 25,0 | 71,4 | 14,6 | 1,2 | 1,9 | 2,4 | 28,9 |
| Carriera  | Carriera         | 87 | 54 | 23,7 | 52,4 | 25,0 | 68,2 | 9,0  | 1,2 | 1,0 | 1,9 | 17,4 |

### NBA

#### Regular Season
| Anno      | Squadra             | PG    | PT  | MP   | TC%  | 3P%  | TL%  | RP   | AP  | PRP | SP  | PP   |
| --------- | ------------------- | ----- | --- | ---- | ---- | ---- | ---- | ---- | --- | --- | --- | ---- |
| 1995-1996 | Miami Heat          | 74    | 42  | 22,4 | 50,1 | 0,0  | 66,3 | 5,9  | 0,6 | 0,6 | 0,5 | 9,0  |
| 1996-1997 | Miami Heat          | 18    | 9   | 20,8 | 37,1 | 0,0  | 76,1 | 5,9  | 0,5 | 0,7 | 0,5 | 6,3  |
| 1997-1998 | Dallas Mavericks    | 5     | 0   | 14,6 | 37,8 | -    | 100  | 4,8  | 0,6 | 0,2 | 0,0 | 7,4  |
| 1998-1999 | N.Y. Knicks         | 50    | 44  | 23,6 | 46,2 | 0,0  | 61,1 | 5,7  | 1,1 | 0,9 | 0,3 | 8,1  |
| 1999-2000 | N.Y. Knicks         | 80    | 21  | 24,6 | 50,5 | 33,3 | 78,1 | 6,3  | 1,0 | 0,6 | 0,5 | 8,0  |
| 2000-2001 | N.Y. Knicks         | 77    | 29  | 27,6 | 51,1 | 33,3 | 81,4 | 6,7  | 0,8 | 0,8 | 0,9 | 10,4 |
| 2001-2002 | N.Y. Knicks         | 82    | 82  | 33,8 | 49,4 | 16,7 | 81,5 | 9,1  | 1,1 | 0,9 | 1,0 | 13,9 |
| 2002-2003 | N.Y. Knicks         | 81    | 81  | 31,8 | 48,3 | 66,7 | 75,0 | 7,9  | 2,0 | 1,0 | 1,2 | 14,0 |
| 2003-2004 | N.Y. Knicks         | 80    | 75  | 31,9 | 47,3 | 0,0  | 83,5 | 8,3  | 1,9 | 0,7 | 1,0 | 11,1 |
| 2004-2005 | N.Y. Knicks         | 80    | 80  | 35,7 | 47,1 | 50,0 | 78,6 | 10,4 | 2,0 | 0,9 | 1,0 | 11,5 |
| 2005-2006 | Phoenix Suns        | 53    | 50  | 26,6 | 48,6 | -    | 81,5 | 7,8  | 1,1 | 0,4 | 1,0 | 8,6  |
| 2006-2007 | Phoenix Suns        | 67    | 13  | 18,0 | 48,6 | 0,0  | 78,9 | 5,7  | 0,4 | 0,4 | 0,4 | 4,6  |
| 2007-2008 | Seattle S.Sonics    | 42    | 39  | 25,2 | 51,3 | -    | 69,6 | 8,8  | 1,3 | 0,8 | 1,0 | 7,5  |
| 2007-2008 | San Antonio Spurs   | 28    | 9   | 18,7 | 44,8 | 0,0  | 58,3 | 4,9  | 0,5 | 0,8 | 0,5 | 4,5  |
| 2008-2009 | San Antonio Spurs   | 79    | 10  | 17,8 | 50,3 | 0,0  | 82,2 | 5,1  | 0,8 | 0,4 | 0,7 | 4,3  |
| 2009-2010 | Milwaukee Bucks     | 70    | 9   | 15,0 | 47,6 | -    | 80,0 | 4,2  | 0,7 | 0,4 | 0,7 | 3,0  |
| 2010-2011 | Chicago Bulls       | 52    | 37  | 22,7 | 51,1 | 100  | 62,5 | 5,8  | 1,2 | 0,6 | 0,8 | 4,1  |
| 2011-2012 | Portland T. Blazers | 53    | 3   | 15,2 | 46,5 | -    | 70,0 | 3,5  | 0,9 | 0,5 | 0,6 | 3,0  |
| 2012-2013 | N.Y. Knicks         | 39    | 17  | 10,1 | 54,2 | 100  | 46,2 | 2,3  | 0,5 | 0,3 | 0,4 | 2,5  |
| Carriera  | Carriera            | 1.110 | 650 | 24,5 | 48,6 | 28,1 | 76,0 | 6,6  | 1,1 | 0,7 | 0,8 | 8,1  |

#### Playoffs
| Anno     | Squadra           | PG | PT | MP   | TC%  | 3P% | TL%  | RP   | AP  | PRP | SP  | PP   |
| -------- | ----------------- | -- | -- | ---- | ---- | --- | ---- | ---- | --- | --- | --- | ---- |
| 1996     | Miami Heat        | 3  | 3  | 20,0 | 40,0 | -   | 100  | 5,3  | 1,0 | 0,7 | 0,3 | 4,0  |
| 1999     | N.Y. Knicks       | 20 | 12 | 21,0 | 38,1 | -   | 69,6 | 5,5  | 0,4 | 0,8 | 0,6 | 5,3  |
| 2000     | N.Y. Knicks       | 16 | 0  | 15,7 | 50,8 | -   | 70,0 | 3,1  | 0,3 | 0,2 | 0,4 | 4,3  |
| 2001     | N.Y. Knicks       | 5  | 5  | 37,2 | 53,2 | -   | 71,0 | 11,2 | 1,8 | 0,4 | 1,0 | 14,4 |
| 2004     | N.Y. Knicks       | 4  | 4  | 34,8 | 42,9 | -   | 75,0 | 11,5 | 1,5 | 1,8 | 0,8 | 12,8 |
| 2006     | Phoenix Suns      | 1  | 0  | 6,0  | -    | -   | 50,0 | 1,0  | 0,0 | 0,0 | 0,0 | 1,0  |
| 2007     | Phoenix Suns      | 11 | 5  | 19,3 | 52,3 | -   | 88,2 | 4,9  | 1,1 | 0,5 | 0,8 | 7,5  |
| 2008     | San Antonio Spurs | 17 | 8  | 15,8 | 45,7 | -   | 71,4 | 4,9  | 0,4 | 0,1 | 0,4 | 4,1  |
| 2009     | San Antonio Spurs | 5  | 0  | 16,0 | 45,5 | -   | 75,0 | 4,6  | 0,4 | 0,2 | 0,4 | 2,6  |
| 2010     | Milwaukee Bucks   | 7  | 7  | 28,4 | 48,6 | -   | 80,0 | 7,9  | 1,6 | 0,4 | 0,6 | 5,4  |
| 2011     | Chicago Bulls     | 7  | 0  | 10,6 | 55,6 | 0,0 | -    | 2,7  | 0,4 | 0,1 | 0,4 | 2,9  |
| Carriera | Carriera          | 96 | 44 | 19,7 | 46,3 | 0,0 | 74,8 | 5,4  | 0,7 | 0,4 | 0,5 | 5,6  |

## Palmarès
- NCAA AP All-America Third Team (1995)